# Вішнувардхана
Джая Вішнувардхана (д/н — 1268) — 4-й магараджа держави Сінгасарі в 1250—1268 роках.

## Життєпис
Син магараджі Анусапаті. При народженні звався Ранггавуні. 1248 або 1249 року останній помер або був вбитий зведеним братом Панджі Тохджая, який став новим магараджею. 1250 року Ранггавуні, що очолював стару аристократію, об'єднався з троюрідним зведеним братом Махіса Чампакою, що спирався на нову аристократію, проти Панджі Тохджаї. Внаслідок запеклих боїв столиці заколотники здобули перемогу. Магарджу було повалено, той невдовзі помер в селищі Катанг Лумбанг (на півночі Східної Яви).
За цим Ранггавуні, що прийняв тронне ім'я Вішнувардхана, розділив владу з Махіса Чампакою, який став зватися Нарасінгамурті. Згідно хроніки «Параратон» їх відносини були подібні до дружби двох отруйних змій в одній норі. Натомість поема «Нагаракретагамі» розповідає, що вони панували як боги Вішну та Індра.
Для зміцнення влади одружився з Джайявардхані, донькою Джайясабхі, раджі Кедірі, та онукою магараджи Кертаджаї (того раніше повалив Кен Ангрок). Поступово Вішнувардхана став відігравати провідну роль. Між 1250 і 1254 роками придушив повстання Лінггапаті, можливо одного з прихильнкиів Панджі Тохджаї. 1254 року за ініціативи Вішнувардхани змінено назву столиці на Сінгасарі. Того ж року оголосив свого малолітнього сина Кертанагара спадкоємцем трону, незважаючи на те, що у Нарасінгамурті теж був син Лембу Тал.
На дяку за підтримку при захопленні влади активно жертвував кошти та землі брахманам та буддистським монастирям. Зробив незалежними храмові землі від світських феодалів, звільнив храми від деяких податків і мит, зокрема, на сіль, кормової повинності, за воду під час іригації. Храми було виведено з-під юрисдикції держави та підпорядковано очільнику брахманів, який платив магараджі символічну данину. Також законом регламентувалися відносини духовенства із залежними селянами, які працювали на їх землях.
1266 року домігся оголошення свого сина спадкоємцем усього Сінгасарі. Помер Вішнувардхана 1268 року. Згідно хронік поховано в храмі Джаго, де в рельєфах представний як подібність Шиви і бодгісатва Авалокітешвара Сугати.